# Dagoberto Fontes
Dagoberto Fontes (Maldonado, 6 de junho de 1945 – 4 de maio de 2024) foi um futebolista uruguaio que atuou como meia.

## Carreira
A carreira clubística de Fontes foi bastante curta, tendo o atacante se destacado no Defensor Sporting, onde fez sua estreia como profissional em 1966, já aos 21 anos, saindo da agremiação cinco anos depois.
Tendo ficado o restante de 1971 sem jogar, Fontes voltaria à ativa em 1972 para defender o Puebla, se aposentando na equipe mexicana com apenas 29 anos.

## Seleção Uruguaia
Pela Seleção Uruguaia, Fontes realizou treze partidas entre 1968 e 1970, não marcando nenhum gol.
Disputou quatro partidas no torneio, mas seria lembrado na partida entre Brasil e Uruguai, pela semifinal da Copa do Mundo de 1970 (única de sua carreira) por um lance curioso: ao tentar desarmar Pelé, o "Rei do Futebol" acertou uma cotovelada no rosto do uruguaio e ambos caíram no gramado. A perfeição do lance confundiu o árbitro espanhol José Ortíz de Mendibíl, que ao invés de punir Pelé, marcou falta de Fontes.

## Morte
Fontes morreu em 4 de maio de 2024, aos oitenta anos, em Maldonado.